# عين حسين الجنوبي
عين حسين الجنوبي قرية في ناحية عين النسر التابعة لمركز منطقة حمص في محافظة حمص في سورية.